# 美度
美度（Mido）是一家瑞士手錶公司，是斯沃琪集团的一部分，总部设在瑞士的力洛克。。
美度由乔治·沙隆（George G. Schaeren）于1918年在瑞士比爾创立。美度（Mido）一詞来自於西班牙语Yo mido，意思是 "我衡量"（I measure） 。
美度被公认为是十大认证精密手錶的生产商之一。美度在2013年生产了61,358枚自动机芯，目前在瑞士钟表业的精密手錶生产中排名第四。